# Christuskirche

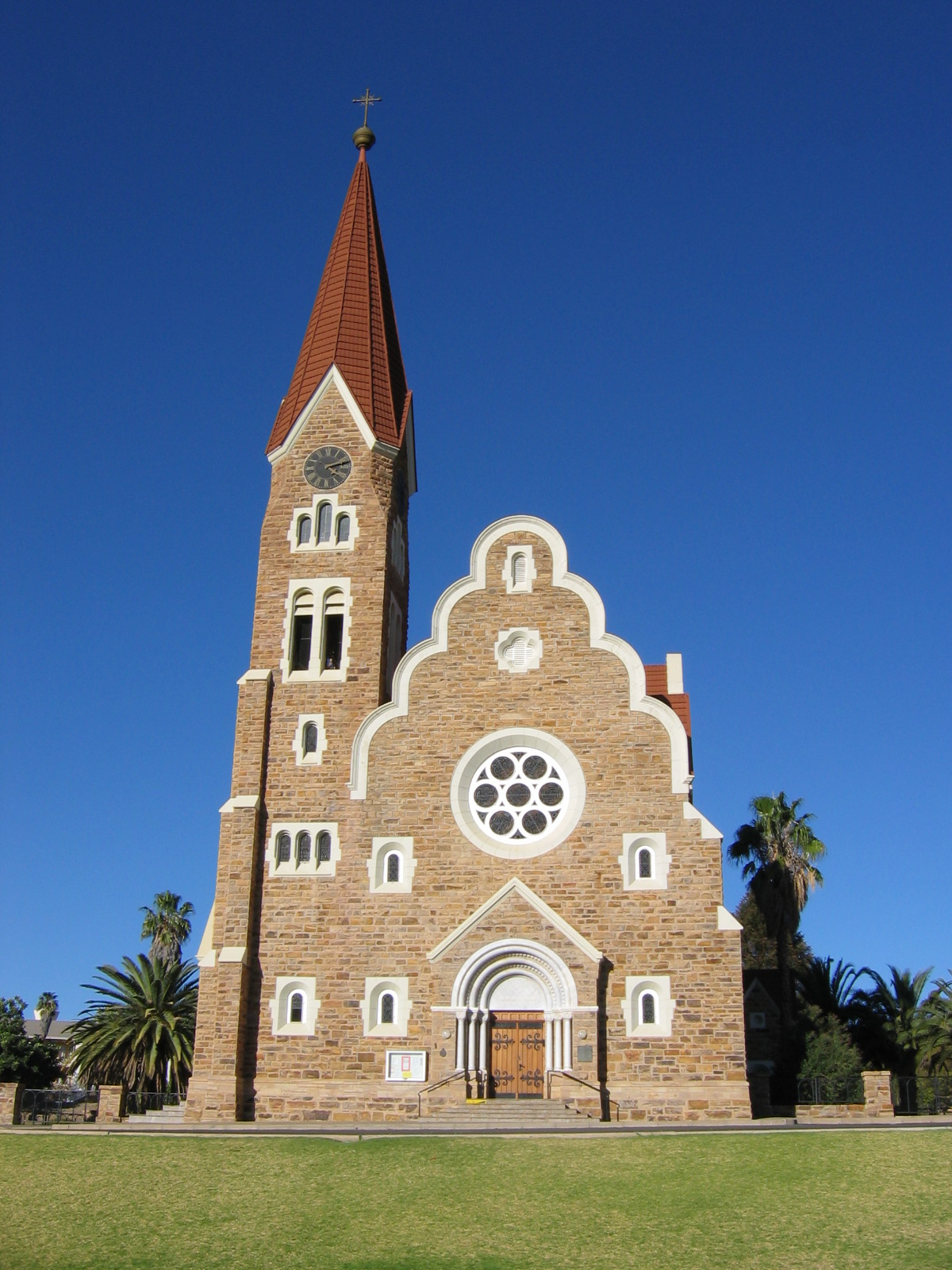
Christuskirche i Windhoek

Christuskirche, på engelska Christ Church, ordagrant Kristuskyrkan, är en luthersk kyrkobyggnad i Windhoek i Namibia. Kyrkobyggnaden invigdes 16 oktober 1910, efter arkitektritningar av Gottlieb Redecker. Redecker tillfrågades redan 1886, när tysk-evangeliska lutherska gemenskapen i Namibia grundades, om att rita kyrkan. Byggnationen tog dock inte fart förrän Hererokriget hade avslutats. Kyrkan renoverades grundligt på 1980-talet.
Kyrkobyggnaden är byggd av sandsten från den närliggande Avisdammen, och är uppförd i Art Nouveau-stil. Kristallglaset var en gåva från kejsar Vilhelm II. 90 år efter uppförandet upptäcktes det  att fönstren hade monterats felvända.